# Манетти, Тереза Аделаида
Тереза Аделаида Манетти или Тереза Мария Креста (итал. Teresa Maria della Croce, 2 марта 1846, Кампи-Бизенцио, Флоренция, Италия — 23 апреля 1910, там же) — блаженная римско-католической церкви, монахиня, основательница конгрегации кармелиток Святой Терезы (СSTF).

## Биография
Тереза Аделаида Цезария родилась 2 марта 1846 года в деревне Сан-Мартино близ Кампи-Бизенцио, в пригороде Флоренции в семье Гаэтана Манетти и Розы Ригальи. Отец — продавец домашней птицы — умер, когда ей было 3 года. Мать, работавшая домашней прислугой, одна заботилась о дочери и сыне.
В 19 лет после несчастного случая, на длительное время приковавшего её к постели, она впервые ощутила призыв Бога. Тогда же — в 1865 году — в ней пробудилось стремление к монашескому призванию, поддержанное явившейся ей святой Терезой Авильской.
В осуществлении призвания девушке помогал приходской священник Эрнест Якопоцци, бывший её духовником до своей преждевременной кончины в 1894 году. По его благословению в 1872 году Беттина с двумя подругами-единомышленницами основала общину в отеческом доме, посвятившую себя молитве и служению Богу.
Позже она призналась: «Когда я была в миру, то всегда следовала моде, и мне подражали мои подружки. Тогда я подумала, если все повторяли за мной плохое, значит, повторят и хорошее». Община росла так быстро, что через два года Беттина была вынуждена оставить отеческий дом и арендовать домик на берегу Бизенцио, который местные крестьяне прозвали «монастырьком». 15 июля 1874 года община была принята в семью кармелитов. Беттина взяла новое имя Терезы Марии Креста. С 1877 года она получила благословение принимать девочек-сирот и заботиться об их пропитании и воспитании, а также заниматься образованием девочек из бедных семей, заботиться о девушках, создавая условия, уводящие их от соблазнов.
В июле 1885 года община получила название Конгрегации Кармелиток Святой Терезы. В 1887 году в Сан-Мартино был основан главный дом конгрегации. 12 июля 1888 года Тереза Мария вместе с двадцатью семью соратницами принесла вечные монашеские обеты и приняла облачение кармелиток.
Конгрегация получила благословение на основание новых учреждений по всей Италии, а в 1904 году после одобрения Правил конгрегации Святым Престолом были открыты дома института в Сирии, Палестине, Ливане, Чехии и Бразилии. Апостольское рвение подвижницы было подорвано внезапно обнаруженной у неё в 1908 году неизлечимой в то время болезни миомы. Тереза Мария Креста умерла 23 апреля 1910 года и была похоронена в Сан-Мартино, в основанном ею монастыре.

## Почитание
Римский папа Иоанн Павел II 19 октября 1986 года во время визита во Флоренцию причислил её к лику блаженных. А 7 декабря 1999 года по просьбе городского совета Флоренции и местных жителей она была провозглашена покровительницей города.
Литургическая память совершается 23 апреля.